# Полосатый сорокопутовый личинкоед
Полосатый сокоропу́товый личинкое́д (лат. Edolisoma dohertyi) — вид птиц из семейства личинкоедовых. Подвидов не выделяют. Эндемик Малых Зондских островов. Видовое  название дано в честь американского энтомолога, коллектора птиц и насекомых Уильяма Догерти (англ. William Doherty, 1857—1901).

## Описание
Полосатый сокоропу́товый личинкое́д достигает длины 20—24 см. У взрослых самцов верхняя часть тела голубовато-серая, голова и шея немного темнее. Лоб, уздечки, область вокруг глаз, боковые части головы, кроющие перья ушей, подбородок и горло чёрные. Верхние кроющие перья крыльев светло-серые; первостепенные маховые и первостепенные кроющие перья крыльев чёрные, внутренние первостепенные маховые перья с серо-белыми кончиками. Второстепенные и третьестепенные маховые перья чёрные со светло-серыми краями и серовато-белыми внутренними опахалами. Рулевые перья чёрного цвета с серым кончиком, центральная пара тёмно-серая с чёрной субтерминальной полосой и серым кончиком. Нижняя часть тела, подмышечные впадины и нижние кроющие перья крыльев тёмно-серые. Радужная оболочка тёмно-коричневая, клюв чёрный, ноги от тёмно-серого до черноватого цвета. Взрослые самки отличаются от самцов наличием белых крапинок на кроющих перьях ушей, более широких белых участков по краям второстепенных маховых перьев и верхних кроющих перьев крыльев, а также белой нижней стороной тела с тёмно-серыми полосами. Ювенильные и неполовозрелые особи не описаны.
Позывка описывается как резкий крик или приятное, скрипучее «queep». Песня представляет собой три резкие ноты, похожие на стрекотание цикад (Cicadidae).

## Распространение и места обитания
Полосатый сокоропу́товый личинкое́д является эндемиком Малых Зондских островов. Обитает на островах Сумбава, Флорес и Сумба. Естественными местами обитания являются равнинные и горные первичные и вторичные влажные тропические леса, а также муссонные леса и редколесья казуарины (Casuarina). Встречается на высоте от 200 до 1700 м над уровнем моря.
Биология практически не исследована. Предположительно насекомоядный вид. Добывает пищу в средних ярусах и под кронами больших деревьев.